# Philip Tartaglia
Philip Tartaglia (Glasgow, 11 de enero de 1951 - Ibidem., 13 de enero de 2021) fue un obispo católico escocés. Arzobispo metropolitano de Glasgow (2012-2021). Anteriormente se había sido obispo de Paisley. Antes de su nombramiento como obispo, fue profesor en seminarios, párroco asistente y párroco en la Arquidiócesis de Glasgow.
Fue el octavo arzobispo de Glasgow desde el restablecimiento de la jerarquía en 1878 tras la Reforma. Era descrito como conservador en cuestiones religiosas y morales, cargo para el que fue designado por el Papa Benedicto XVI el 13 de septiembre de 2005. En 2013 debido a la renuncia del Cardenal Keith O'Brien por conducta sexual inapropiada y depredadora, Benedicto XVI lo nombró como administrador apostólico de la Archidiócesis de Saint Andrews y Edimburgo.

## Biografía

### Primeros años
De ascendencia italiana, nació en Glasgow el 11 de enero de 1951. Era el hijo mayor de Guido y Annita Tartaglia, tenía tres hermanos y cinco hermanas. Uno de sus hermanos también se desempeñó como sacerdote en Glasgow.  Después de completar su educación primaria en St Thomas', Riddrie, comenzó su educación secundaria en el St. Mungo's Academy de Glasgow. Asistió al seminario menor en St Vincent's College en Langbank y más tarde al Blairs College cerca de Aberdeen. Sus estudios eclesiásticos los completó en el Pontificio Colegio Escocés y la Pontificia Universidad Gregoriana de Roma. El 30 de junio de 1975 fue ordenado como sacerdote católico en la Iglesia de Nuestra Señora del Buen Consejo en Dennistoun por Thomas Winning, que ese entonces era arzobispo de Glasgow.

### Ministerio presbiteral
En consecuencia regresó a Roma donde completó su curso ordinario de estudios por el año 1976, antes de comenzar la investigación para su doctorado en teología. Fue nombrado decano de estudios en el Scots College de Roma en 1978, y también fue vicerrector en funciones en ese momento. Después de obtener su título de Sacræ Theologiæ doctor dos años más tarde en la enseñanza del Concilio de Trento sobre la Eucaristía recibió su primera asignación pastoral como sacerdote asistente en Our Lady of Lourdes, Cardonald. Al mismo tiempo ocupó el cargo de profesor externo en St. Peter's College de Newlands en Glasgow.
Un año más tarde fue nombrado profesor en St. Peter's College, convirtiéndose en director de estudios en el año 1983. Cuando se inauguró el Chesters College en Bearsden durante el año 1985 en donde fue nombrado vicerrector. Dos años más tarde fue nombrado rector.
Sirvió como rector hasta 1993 cuando fue enviado a St. Patrick's en Dumbarton como asistente del sacerdote, antes de ser nombrado párroco de St Mary's, Duntocher en 1995. En 2004 la Conferencia Episcopal de Escocia le pidió que regresara al seminario como rector del Pontificio Colegio Escocés en Roma.

### Ministerio episcopal
Tartaglia fue nombrado cuarto obispo de Paisley el 13 de septiembre de 2005. La sede había estado vacante desde octubre del año anterior, cuando John Mone se retiró después de dieciséis años al frente. Fue consagrado obispo el 20 de noviembre de 2005, en la Catedral de St Mirin en Paisley. El arzobispo de Glasgow, Mario Conti fue el consagrador principal y Raymond Leo Burke con Mone fueron co-consagradores.
En 2006 generó controversia por atacar la ley del Reino Unido relacionada con la familia. Esbozó su opinión contraria a la Ley de Derecho de Familia (1996) por agilizar y facilitar el divorcio y por otorgar a las relaciones homosexuales un estatus legal en la legislación sobre parejas civiles. También se opuso a la Ley de reconocimiento de género, que permite a las personas cambiar su designación de género, socavabando la figura de la familia en la sociedad: "Lamentablemente, en nuestros tiempos, las mentes de muchos se han oscurecido tanto por la arrogancia y por la búsqueda egoísta de su propia satisfacción que han perdido de vista la ley natural que Dios ha escrito en su creación ... ". Reiteró esto en 2010 cuando le escribió a David Cameron, insistiendo en que "la Iglesia Católica no registrará las uniones civiles ni celebrará las uniones entre personas del mismo sexo: ni ahora, ni en el futuro, ni nunca, sin importar qué legislación o reglamentos promulgue o apruebe su gobierno". También criticó la decisión del gobierno del Reino Unido de mejorar su capacidad de armas nucleares.
Como presidente de la Comisión Nacional de Comunicaciones de la Conferencia Episcopal de Escocia, Tartaglia escribió a todas las parroquias de Escocia en mayo de 2008, denunciando a los medios de comunicación por impulsar una "agenda secular y humanista". Argumentando su creencia de que "más de dos tercios" de los escoceses son en realidad cristianos, y que la proporción de personas que trabajan en los medios de comunicación no refleja esto, supuso que esto condujo a una "desconexión fundamental entre el proveedor y el consumidor ".
Tartaglia fue propuesto por algunos comentaristas en 2008 como posible sucesor para la sede de Westminster. Finalmente, el nuevo designado fue el arzobispo Vincent Nichols.
Tartaglia fue nombrado arzobispo de Glasgow el 24 de julio de 2012, sucediendo al arzobispo Mario Conti. Fue recibido en la Catedral de San Andrés el 8 de septiembre de ese mismo año. El 29 de junio de 2013 recibió el palio del Papa Francisco en una misa en la Basílica de San Pedro.

### Fallecimiento
Falleció el 13 de enero de 2021, dos días después de cumplir setenta años. Una semana antes de su fallecimiento había sido autoconfinado en su casa en Glasgow tras dar positivo por COVID-19.

## Puntos de vista

### Asunto LGTB
En abril de 2012 participó en una conferencia sobre libertad religiosa y tolerancia, celebrada en la Universidad de Oxford. Durante la conferencia, Tartaglia comentó el fallecimiento de "un parlamentario católico gay que murió a la edad de 44 años". Se refería probablemente a David Cairns, fallecido por pancreatitis, pero que según él, se debió potencialmente a su sexualidad. Dermot Kehoe, pareja de Cairns, lo criticó por sus declaraciones, que fueron desmentidas por la evidencia médica, y por aumentar el dolor de la familia del fallecido. También acusó a Tartaglia de prejuicios, homofobia e ignorancia y le pidió que se disculpara.

### Manejo del abuso sexual por parte del clero
En agosto de 2015 comentó en una misa:

Los obispos católicos de Escocia están avergonzados y dolidos por lo que han sufrido. Pedimos disculpas. Pedimos perdón. Nos disculpamos con aquellos que han encontrado que la reacción de la iglesia es lenta, poco comprensiva o indiferente y nos acercamos a ellos mientras aceptamos las recomendaciones de la Comisión McLellan.

## Escudo de armas
Los brazos de Tartaglia son una alusión al milagro de los panes y los peces narrado en el Evangelio de San Juan. Los dos apóstoles Felipe y Andrés se destacan por su nombre en este relato. Los dos pescados que se cruzan en saltire en referencia a la cruz de San Andrés están rodeados por cinco panes de cebada. Un pez tiene un anillo de oro en la boca. Esto se refiere a la leyenda de san Mungo y aparece en la heráldica cívica y eclesiástica de Glasgow desde el siglo XVI. Esta adición alude al hecho de que Philip Tartaglia nació en Glasgow, fue alumno de la Academia de San Mungo, y se ordenó sacerdote en la Archidiócesis de Glasgow.
Conforme a las reglas heráldicas, los colores que aparecen en los brazos -verde, blanco y rojo- corresponden al tricolor italiano, en referencia a los orígenes familiares del obispo y a los años pasados en Roma en el Pontificio Colegio Escocés, como estudiante de grado y de posgrado (1969-1980), y finalmente como rector (mayo de 2004-noviembre de 2005), cuando fue ordenado obispo.
El lema de Tartaglia, tomado del himno latino O Salutaris Hostia de santo Tomás de Aquino , es Da Robur, Fer Auxilium ("Tu ayuda suministra, tu fuerza otorga").